# Український православний собор святого Володимира (Торонто)
Український православний собор святого Володимира — це собор УПЦК у Торонто, провінція Онтаріо, Канада, розташований на вулиці Батерст, на захід від ринку Кенсінгтон. Більшість перших українських іммігрантів до Канади були греко-католиками, лише незначна частка яких належить до православ'я. Це змінилося з пізнішими хвилями імміграції, які мали більше людей, що приїжджали зі Сходу України. Перший український православний союз у Торонто був створений у 1926 році. Кілька років вони зустрічалися в орендованих залах та в церквах інших конфесій. Землю на Батерсті купили в 1935 році. Робота над собором розпочалася в 1946 році і була закінчена через два роки.

## Духовенство
Протягом десятиліть низка українських священиків головували в Соборі Святого Володимира, зокрема: 
- Преподобний Фотій (1948—1975)
- Преподобний Ференців (1976—1984)
- Преподобний Божик (1984—1995)
- Преподобний Богдан Сенцьо (1996 — зараз)
- Преподобний Ярослав Буцьора